# Sara Itō
Sara Itō (jap. 伊藤 沙羅, Itō Sara; * 11. November 2001 in Tokio) ist eine japanische Fußballspielerin.

## Karriere

### Vereine
Itō begann in der Jugendmannschaft des Furoku SC mit dem Fußballspielen und setzte es im weiteren Verlauf beim Sekimae SC fort. Im Alter von 18 Jahren gehörte sie dem NTV Beleza an. Mit dem Verein gewann sie im Spieljahr 2019 bereits die Champions-League des asiatischen Fußballverbandes AFC. Mit ihrer Mannschaft setzte sie sich im Rundenturnier gegenüber drei Vereinen aus Australien, China und Südkorea durch. Der entscheidende Sieg gelang am 30. November in Yongin mit dem 5:0-Sieg über den australischen Vertreter Melbourne Victory, zu dem sie mit dem verwandelten Strafstoß zum 2:0 in der 35. Minute beigetragen hatte.
In den Spielzeiten 2019 bis 2021 kam sie für den Verein in der L-League zum Einsatz. Mit ihrer Mannschaft gewann sie (ohne Einsatz) den nationalen Vereinspokal, der am 29. Dezember 2020 im Sanga Stadium by Kyocera in Kameoka gegen die Frauenfußballmannschaft von Urawa Red Diamonds, die kurz zuvor die Meisterschaft gewann, mit dem 4:3-Sieg errungen wurde.
Das erste Mal im Ausland, gehörte sie in der Rückrunde der Saison 2021/22 dem österreichischen Bundesligisten FC Wacker Innsbruck an. Ihr Pflichtspieldebüt gab sie am 27. Februar 2022 in der 1. Runde des Wettbewerbs um den ÖFB-Cup beim 9:0-Sieg im Auswärtsspiel gegen die SG Tennengau. In ihren neun Punktspielen, beginnend ab dem 12. März 2022 (10. Spieltag) bei der 0:2-Niederlage im Auswärtsspiel gegen den späteren Meister SKN St. Pölten, erzielte sie bereits in ihrem dritten Punktspiel am 27. März 2022 (12. Spieltag) beim 3:1-Sieg im Heimspiel gegen den FC Bergheim mit dem Treffer zum Endstand in der 87. Minute ihr erstes Tor. Zur Saison 2022/23 wurde sie vom Ligakonkurrenten FK Austria Wien unter Vertrag genommen; für diesen kam sie in 17 von 18 Saisonspielen zum Einsatz, in denen ihr zwei Tore gelangen.
Zur Saison 2023/24 wurde sie vom deutschen Zweitligisten 1. FFC Turbine Potsdam verpflichtet. In dieser Spielklasse trug sie in 24 von 26 Saisonspielen zum ersten Platz, verbunden mit dem Aufstieg in die Bundesliga, bei. In der höchsten Spielklasse debütierte sie zum Saisonstart am 30. August 2024 bei der 0:2-Niederlage im Heimspiel gegen den amtierenden Meister FC Bayern München.

### Nationalmannschaft
Itō nahm mit der U16-Nationalmannschaft an der vom 10. bis 23. September 2017 in Thailand ausgetragenen Asienmeisterschaft teil. Sie kam in allen drei Spielen der Gruppe B gegen die U16-Nationalmannschaften Australiens (5:0), Bangladeschs (3:0) und Nordkoreas (2:1) sowie gegen die U16-Nationalmannschaft Chinas (1:0) im Spiel um Platz 3 im Chonburi Stadium zum Einsatz.
Mit der U17-Nationalmannschaft nahm sie an der vom 13. November bis zum 1. Dezember 2018 in Uruguay ausgetragenen Weltmeisterschaft teil und kam in allen drei Spielen der Gruppe B zum Einsatz. Im zweiten Spiel am 16. November in Maldonado, beim 6:0-Sieg über die U17-Nationalmannschaft Südafrikas, gelangen ihr mit den Treffern zum 4:0 und 5:0 in der 41. und 55. Minute zwei Tore. Bei der 3:4-Niederlage im Elfmeterschießen gegen die U17-Nationalmannschaft Neuseelands am 24. November in Colonia del Sacramento wurde sie nicht eingesetzt. Mit der U19-Nationalmannschaft nahm sie an der vom 27. Oktober bis zum 9. November in Thailand ausgetragenen Asienmeisterschaft 2019 teil und gewann den Titel nach dem 2:1-Finalsieg über die U19-Nationalmannschaft Nordkoreas.

## Erfolge
Nationalmannschaft
- U19-Asienmeister 2019
- Dritter U16-Asienmeisterschaft 2017
- Viertelfinalist U17-Weltmeisterschaft 2018

1. FFC Turbine Potsdam
- Meister 2. Bundesliga 2024 und Aufstieg in die Bundesliga

NTV Beleza
- AFC-Champions League-Sieger 2019
- Kaiserinnenpokal-Sieger 2020 (ohne Einsatz)